# Аламанс (округ, Північна Кароліна)
Шаблон:StateAbbr_ 36°02′ пн. ш. 79°24′ зх. д. / 36.04° пн. ш. 79.4° зх. д.
Округ Аламанс (англ. Alamance County) — округ (графство) у штаті Північна Кароліна, США. Ідентифікатор округу 37001.

## Історія
Округ утворений 1849 року.

## Демографія
За даними перепису
2000 року
загальне населення округу становило 130800 осіб, зокрема міського населення було 90821, а сільського — 39979.
Серед мешканців округу чоловіків було 62843, а жінок — 67957. В окрузі було 51584 домогосподарства, 35526 родин, які мешкали в 55463 будинках.
Середній розмір родини становив 2,95.
Віковий розподіл населення поданий у таблиці:
| Стать    | До 15 років | 15-21 | 22-29 | 30-39 | 40-49 | 50-65 | 65-85 | Понад 85 |
| -------- | ----------- | ----- | ----- | ----- | ----- | ----- | ----- | -------- |
| Чоловіки | 13382       | 6296  | 6972  | 9990  | 9422  | 9531  | 6698  | 552      |
| Жінки    | 12888       | 6541  | 7051  | 10042 | 9629  | 10592 | 9626  | 1588     |